# 浪花擬牛魚
浪花擬牛魚為輻鰭魚綱鱸形目南極魚亞目擬牛魚科的其中一種，分布於東南太平洋的智利科諾斯群島海域，為底棲性魚類，屬肉食性，生活習性不明，無任何經濟價值。

## 擴展閱讀
維基物種上的相關：浪花擬牛魚